# William Gilmore Simms
William Gilmore Simms (17 de abril de 1806 - 11 de junho de 1870) foi um escritor e político americano do sul dos Estados Unidos. Os estudiosos da literatura o consideram uma força importante na literatura sul-americana antebellum; em 1845, Edgar Allan Poe declarou que ele era o melhor romancista que a América já havia produzido, e também publicou poesia e não-ficção, além de editar várias revistas. Simms apoiava fortemente a escravidão; em resposta à Uncle Tom's Cabin, ele escreveu críticas negativas e um romance pró-escravidão. Ele também serviu na Câmara dos Deputados da Carolina do Sul de 1844 a 1846.

## Vida precoce e familiar
Simms nasceu em 17 de abril de 1806, em Charleston, Carolina do Sul, de ancestrais escoceses-irlandeses. Sua mãe, Harriet Ann Augusta (née Singleton, 1784-1808) morreu durante sua infância; seu pai, William Gilmore Simms Senior (1762-1830), faliu nos negócios e se juntou aos combatentes indianos de Coffee. O Simms precoce foi criado por sua avó, Sra. Jacob Gates, que viveu a Guerra Revolucionária Americana e que contou histórias a Simms.
Na adolescência, Simms trabalhava como balconista em uma farmácia e aspirava estudar medicina. Simms começou a estudar direito aos dezoito anos (por volta de 1824). Ele receberia um LLD honorário da Universidade do Alabama em 1841.
Ele se casou com Anna Malcolm Giles em 1826. Após a morte dela, ele se casou com Chevillette Eliza Roach (pronuncia-se "Roche"), com quem teve 14 filhos, dos quais apenas 5 viveram até a idade adulta. Ele foi admitido no tribunal da Carolina do Sul em 1827; no entanto, ele logo abandonou essa profissão pela literatura.

### Primeiros escritos

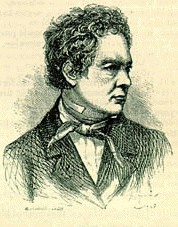
Desenho de Simms

Simms escreveu poesia pela primeira vez aos oito anos de idade. Aos 19 anos, ele produziu uma monodia no general Charles Cotesworth Pinckney (Charleston, 1825). Dois anos depois, em 1827, ele publicou Lyrical e Other Poems and Early Lays. Em 1828, tornou-se jornalista e editor e proprietário de parte do City Gazette, cargo que ocupou até 1832, quando a publicação falhou.
Simms dedicou sua atenção inteiramente à escrita e em rápida sucessão publicou The Vision of Cortes, Cain, and Other Poems (1829); The Tricolor, or Three Days of Blood in Paris (1830); e seu poema longo mais forte, Atalantis, a Tale of the Sea (1832). Atalantis estabeleceu sua fama como autor. Seu romance Martin Faber, a Story of a Criminal, uma versão expandida de um conto anterior chamado "The Confessions of a Murderer", foi publicado em 1833. Isso ganhou Simms uma audiência nacional.

### Editor e polítivo
Simms também editou vários jornais da Carolina do Sul e, nas décadas de 1840 e 1850, editou importantes periódicos do sul, incluindo o Magnolia, o Southern and Western, e o pró-escravidão Southern Quarterly Review. Durante a controvérsia de anulação provocada pela Carolina do Sul em 1832, Simms apoiou a União. Na década de 1840, ele defendia a liberdade americana dos modelos literários britânicos e apoiou o grupo intensamente nacionalista da Jovem América.
Com base na popularidade dos romances descritos abaixo, Simms passou a fazer parte da classe de plantadores do sul. Ele chegou a apoiar firmemente a escravidão, que acabou levando à secessão e criação dos Estados Confederados da América e à Guerra Civil Americana. Eleito para a Câmara dos Deputados da Carolina do Sul, Simms serviu de 1844 a 1846. No entanto, ele perdeu a eleição para vice-governador da Carolina do Sul por apenas um voto.

### Romances sobre o sul
Simms escreveu uma série de livros populares entre 1830 e 1860, às vezes focando nos períodos pré-coloniais e coloniais da história do sul, e repleto de cores locais. Seu primeiro sucesso foi The Yemassee (1835, sobre a Guerra de Yemasee de 1715 no país da Carolina do Sul). Simms também publicou oito romances ambientados na Carolina do Sul durante a Guerra Revolucionária Americana, começando com The Partisan (1835), que talvez fosse o romance mais lido de Simms, e Katharine Walton (1851). Outros livros relacionados à Carolina do Sul incluem Mellichampe (1836), The Kinsmen (1841), Woodcraft (1854), The Forayers (1855), Eutaw (1856), and Joscelyn (1867).
Mais tarde, publicou dez romances que tratavam da expansão do território fronteiriço da Geórgia para a Louisiana, incluindo Richard Hurdis; ou Avenger of Blood. A Tale of Alabama (1838) e Border Beagles: A Tale of Mississippi (1840). Ele também escreveu sobre os conflitos entre nativos americanos, espanhóis e franceses na Flórida, em The Lily and the Totem, ou The Huguenots in Florida (1850); Vasconselos (1853; um relato da expedição de DeSoto do ponto de vista dos nativos americanos); e The Cassique of Kiawah (1859; sobre a experiência dos nativos americanos na Carolina do Sul durante a Revolução Americana e originalmente redigida quando tinha 18 anos, embora publicada após sua popularidade posterior). Alguns acreditam que The Cassique of Kiawah é o melhor romance de Simms.[carece de fontes?]
A princípio, os leitores do sul, especialmente aqueles em sua cidade natal, Charleston, não apoiaram o trabalho de Simms, em parte porque ele não tinha antecedentes aristocráticos. Eventualmente, no entanto, ele foi referido como a versão sulista de James Fenimore Cooper, e os moradores de Charleston o convidaram para sua prestigiada St. Cecilia Society. Em 1845, Simms publicou The Wigwam and the Cabin (1845); uma compilação de histórias curtas, uma das quais descreve um escravo leal. Edgar Allan Poe considerou a coleção "decididamente o mais americano dos livros americanos". e declarou Simms como "imensuravelmente o maior escritor de ficção da América". Em 1852, Simms publicou As Good as A Comedy; Or, The Tennessean’s Story. Ele e "Paddy McGann" (1867) constituem seus dois trabalhos completos de humor do sul; ele também escreveu "Sharp Snaffles" e "Bill Bauldy", dois contos altos. Ele também escreveu poesia e, em uma carta ao crítico literário e poeta Rufus Wilmot Griswold, Simms disse que não estava interessado tanto na forma quanto no conteúdo, dividido "entre o desejo de parecer correto e o desejo maior de ser original e verdadeiro".

### História e biografia de não-ficção
A History of South Carolina de Simms (1842) serviu por várias gerações como o livro escolar padrão da história do estado. Ele também escreveu The Social Principle: The True Source of National Permanence (1843) e várias biografias muito populares dos heróis da Guerra Revolucionária Francis Marion, Nathanael Greene e John Laurens, além de John Smith e o Chevalier Bayard. Simms também escreveu uma história do Alabama e foi um professor popular de história americana. Ele acumulou uma das maiores coleções de manuscritos da Guerra Revolucionária do país. A maior parte dessa coleção foi perdida quando retardatários do exército de Sherman queimaram sua fazenda em Woodlands, perto da fronteira com a Geórgia.

### Escritos pró-escravidão

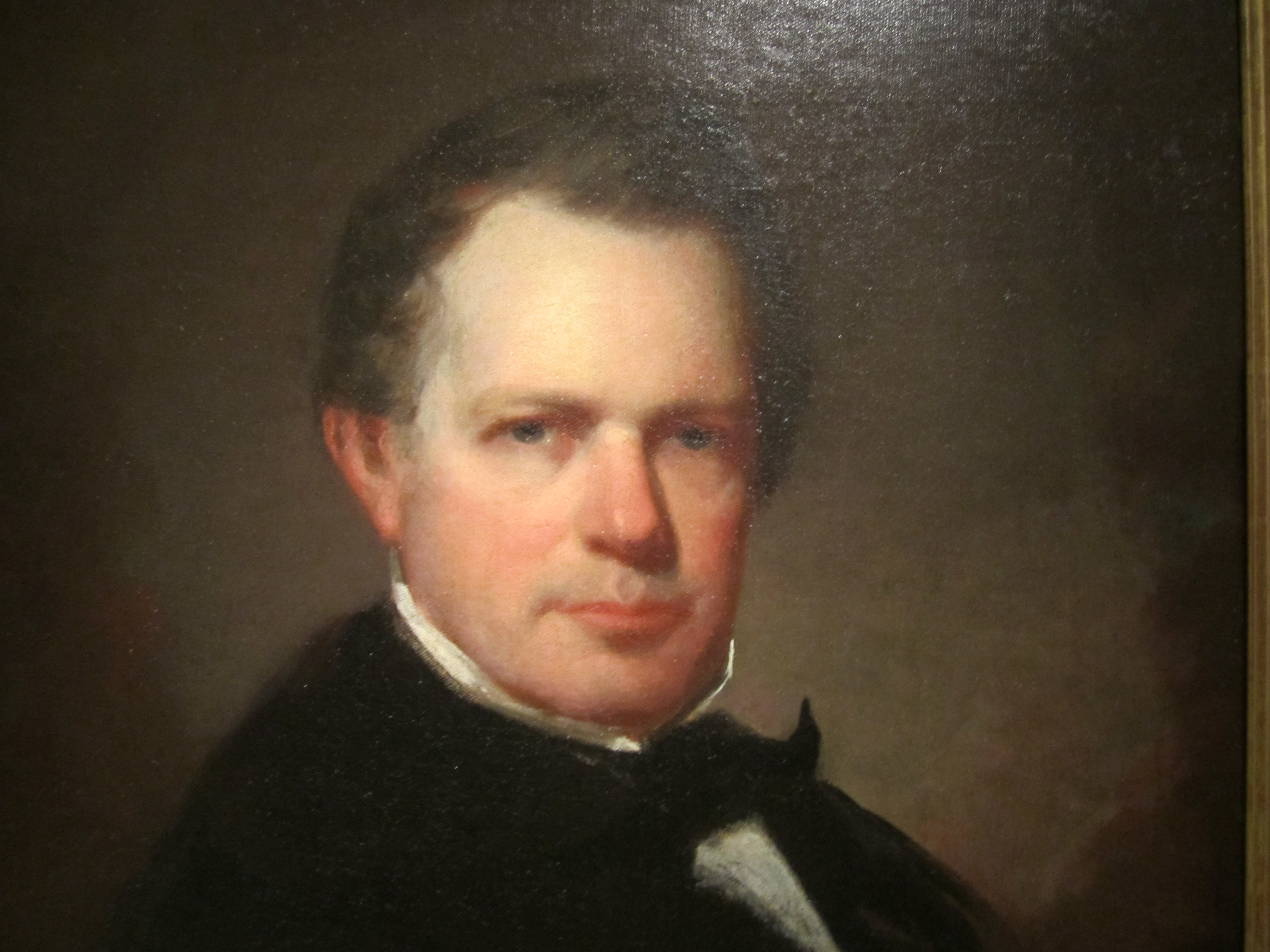
William Gilmore Simms como ele aparece na National Portrait Gallery, em Washington, D.C.

Hoje, Simms também é lembrado por seu forte apoio à escravidão; ele fazia parte de um "círculo sagrado" de intelectuais do sul, incluindo Edmund Ruffin, James Henry Hammond, Nathaniel Beverley Tucker e George Frederick Holmes. Juntos, eles publicaram vários artigos pedindo reforma moral do Sul, incluindo um papel de mordomo dos senhores em relação à escravidão. Ele protestou fortemente contra o romance abolicionista de Harriet Beecher Stowe, Uncle Tom's Cabin, em resposta ao qual escreveu resenhas e um livro. Seu romance Anti-Tom foi The Sword and the Distaff.
Embora The Sword and the Distaff tenha sido publicado apenas alguns meses após o romance de Stowe, ele contém várias seções e discussões que estão claramente debatendo o livro e a visão da escravidão de Stowe. O romance se concentra na Guerra Revolucionária e suas consequências ao longo da vida do Capitão Porgy e um de seus escravos. Muitos dos outros escritos de Simms adotaram um ponto de vista pró-escravidão semelhante.
Esse livro estava entre vinte e trinta romances contendo elementos Anti-Tom publicados após o livro de Stowe em 1852. Esses romances tendiam a apresentar um mestre patriarcal branco benigno e uma esposa pura, os quais presidiam escravos infantis em uma plantação benevolente em estilo de família estendida. O romance de Simms era popular o suficiente para ser reimpresso em 1854 sob o título Woodcraft.

### Guerra Civil Americana e anos finais
Durante a Guerra Civil Americana, Simms defendeu o lado dos secessionistas em um jornal semanal. Somente seu filho mais velho, que compartilhou seu nome, tinha idade suficiente para servir no exército confederado e, devido ao nome comum, sua identificação como voluntário ou recruta não é clara. Os retardatários do exército de Sherman queimaram e destruíram a casa de plantação de Simms, "Woodlands", perto da fronteira com a Carolina do Sul, junto com dez mil livros e manuscritos da era revolucionária.
Além do romance "Paddy McGann" (1863), Simms publicou pouco depois do início da Guerra Civil, apesar de sua belicosidade pré-guerra. Ele aconselhou vários políticos do sul e fez propostas elaboradas para as defesas militares confederadas. Durante a guerra, ele escreveu pouco de importância literária, exceto o animado romance do sertão Paddy McGann (1863).
Sua família empobrecida pela guerra, Simms assumiu muitas tarefas de redação e edição que arruinaram sua saúde. Ele compilou uma antologia de poemas de guerra do sul em 1866.

## Morte e legado
Simms morreu de câncer em sua casa na 13 Society Street em Charleston em 11 de junho de 1870. Ele está enterrado no cemitério de Magnólia. Um grande busto de Simms está centralmente localizado no Battery Park de Charleston. Em 2016, a família celebrou uma cerimônia em Hanahan, Carolina do Sul.

### Reputação póstuma

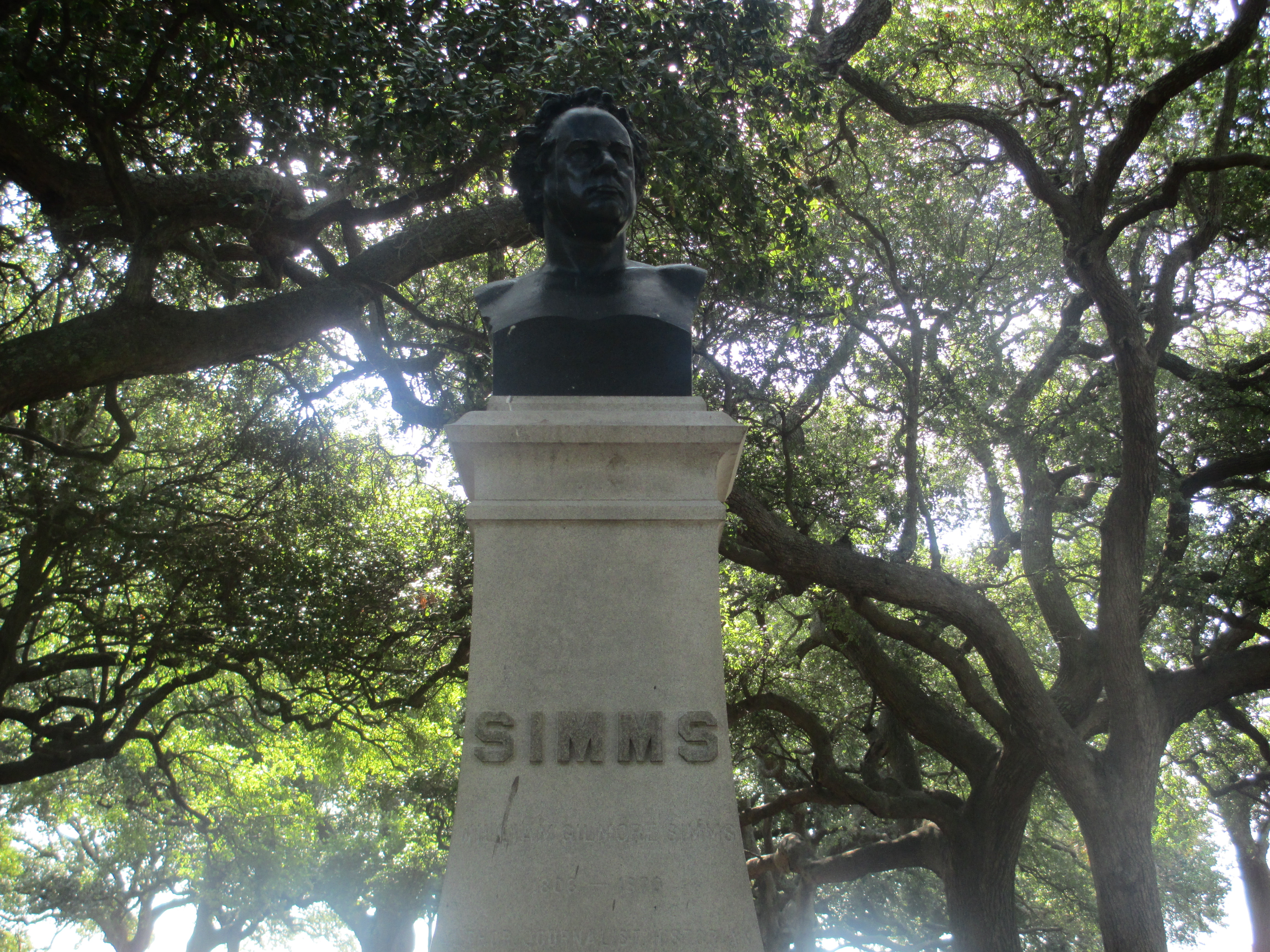
O busto de Simms, revelado em 1879, em The Battery, em Charleston, Carolina do Sul

Os estudiosos da DocSouth observam que o volume de trabalho de Simms descreve a diversidade histórica e cultural do Sul, desde a hierarquia de classes, autoconsciência seccional e economia agrária do Baixo País; à violência e à civilização do Golfo do Sul (que possuía plantações e fronteiras); e o pioneirismo da Montanha Apalaches do Sul em sua época. David Aiken, membro fundador do grupo pró-secessionista The League of the South, lamentou que Simms tenha sido expurgado do cânone da literatura americana por causa do "pecado imperdoável que Simms cometeu quando publicou um relato da destruição de Columbia, na Carolina do Sul, na qual ele se atreveu a negar ao Norte uma vitória justa". Simms afirmou as táticas do Norte na Guerra Civil, "o que quer que tenha existido em virtude de sua causa, é perdido pelos processos que eles adotaram para sua manutenção". O autor e segregacionista Donald Davidson afirmou: "A negligência da estatura de Simms é nada menos que um escândalo quando resulta... no desaparecimento de seus livros do mercado comum e, portanto, da estante dos leitores. Isso é assassinato literário".
Estudiosos e historiadores da literatura continuam a reconhecer Simms como uma força importante na literatura Antebellum e um dos principais intelectuais. A Universidade da Carolina do Sul digitalizou a maioria de seus trabalhos e documentos, que foram digitalizados pelos disponíveis como livros impressos sob demanda. Nos últimos anos, um "Simms Renascence" incluiu estudiosos como James E. Kibler, Mary Ann Wimsatt, Sean Busick, Charles S. Watson e John C. Guilds. Kibler pode ser atualmente a principal autoridade na poesia de Simms; As guildas produziram a biografia principal do autor prolífico; Busick se concentrou no trabalho de Simms como historiador; Wimsatt publicou "The Major Fiction of William Gilmore Simms", bem como uma versão editada de seus contos, intitulada "Tales of the South" (um escritor de "The Virginia Quarterly Review" chama a introdução de Wimsatt dos contos de "magisterial"). Contribuindo para o renascimento está um belo diário intitulado "The Simms Review". Publicado anualmente, contém artigos recentes sobre o autor.

## Lista de obras
- Monody, on the Death of Gen. Charles Cotesworth Pinckney (1825)
- Lyrical and Other Poems (1827)
- Tile Vision of Cortes, Cain, and Other Poems (1829)
- The Tricolor, or Three Days of Blood in Paris (1830)
- Atalantis, a Tale of the Sea (1832).
- Martin Faber, the Story of a Criminal (1833)
- Guy Rivers: A Tale of Georgia (1834)
- The Yemassee (1835)
- The Partisan (1835)
- Pelayo: a Story of the Goth (1838)
- Mellichampe (1836)
- Richard Hurdis; or, the Avenger of Blood. A Tale of Alabama (1838)
- Border Beagles: A Tale of Mississippi (1840)
- The Kinsmen (1841)
- History of South Carolina (1842)
- The Lily and the Totem, or, The Huguenots in Florida (1850)
- Katharine Walton (1851)
- The Tennessean's Story (1852)
- The Golden Christmas (1852)
- Vasconselos (1853)
- Southward Ho! A Spell of Sunshine (1854)
- Woodcraft (1854)
- The Forayers (1855)
- Eutaw (1856)
- The Cassique of Kiawah (1859)
- Simm's poems: Areytos Songs and Ballads of the South (1860)
- A City Laid Waste: The Capture, Sack, and Destruction of the City of Columbia (1865)
- Joscelyn (1867)